# Семёновка (Кировоградская область)
Семёновка (укр. Семенівка) — село в Компанеевской поселковой общине Кропивницкого района Кировоградской области Украины.
До 2020 года входило в Компанеевский район
Население по переписи 2001 года составляло 225 человек. Почтовый индекс — 28412. Телефонный код — 5240. Код КОАТУУ — 3522881404.